# الحرب (فلم 2019)
الحرب هو فلم هندي من إخراج سيدهارث أناند والتي تنتجها أديتيا شوبرا. يقوم ببطولتها هريثيك روشان وتايجر شروف ، ويحكي قصة جندي هندي تم تكليفه بالقضاء على معلمه السابق الذي أصبح مارقًا.
بدأ التصوير الرئيسي في الأسبوع الثاني من سبتمبر 2018 وانتهى في مارس 2019. كان عنوان الفيلم في البداية بعنوان Fighters ، وقد تم تغيير عنوان الفيلم بعد إصدار الإعلان التشويقي في يوليو 2019.
تم إطلاق الحرب في الهند 4DX في 2 أكتوبر 2019 ، بمناسبة غاندي جايانتي.  وتلقى الفيلم مراجعات إيجابية في الغالب من النقاد، مع الثناء على عروض روشان وشروف وتسلسل الإثارة، ولكن انتقادات لقصته المتوقعة. سجلت الحرب الرقم القياسي لأعلى مجموعة يوم افتتاح لأفلام بوليوود في الهند مع عائد إجمالي عالمي يزيد عن 450 كرور روبية، وهو الفيلم الهندي الأكثر ربحًا لعام 2019 .

## الممثلين والأدوار
- هريثيك روشان في دور الرائد الكبير لوثرا
- تايجر شروف في دور النقيب خالد رحماني
- فاني كابور في دور ناينا هافالكار
- أشوتوش رنا في دور العقيد سونيل لوثرا
- أنوبريا جونكا في دور أديتي
- ديبانيتا شارما في دور الدكتورة ماليكا سينغال
- سوني رزدان في دور نفيسة رحماني (والدة خالد)
- سواروبا غوش في دور شيرنا باتل
- ديشيتا سيغال في دور روهي (ابنة ناينا)
- سانجيف فاستا في دور رضوان إياسي
- ياش راج سينغ في دور سوراب
- عارف زكريا في دور الدكتور أوتبال بيسباس
- سالمين شريف في دور أوسلاف
- جيسي ليفر في دور موثو
- مدحت الله خان في دور سعيد أدام
- رافي العوانة في دور بشير حسيب

## التسويق
تم إصدار الفيلم في 2 أكتوبر 2019 ، بالتزامن مع غاندي جايانتي .  تم إصدار دعاية 4K الرسمية للفيلم في 15 يوليو 2019 بواسطة Yash Raj Films. وقد حصلت على 54 مليون مشاهدة منذ صدوره.
 تم إصدار المقطورة الرسمية للفيلم في 27 أغسطس 2019 بواسطة Yash Raj Films.